# Bacino Orseolo

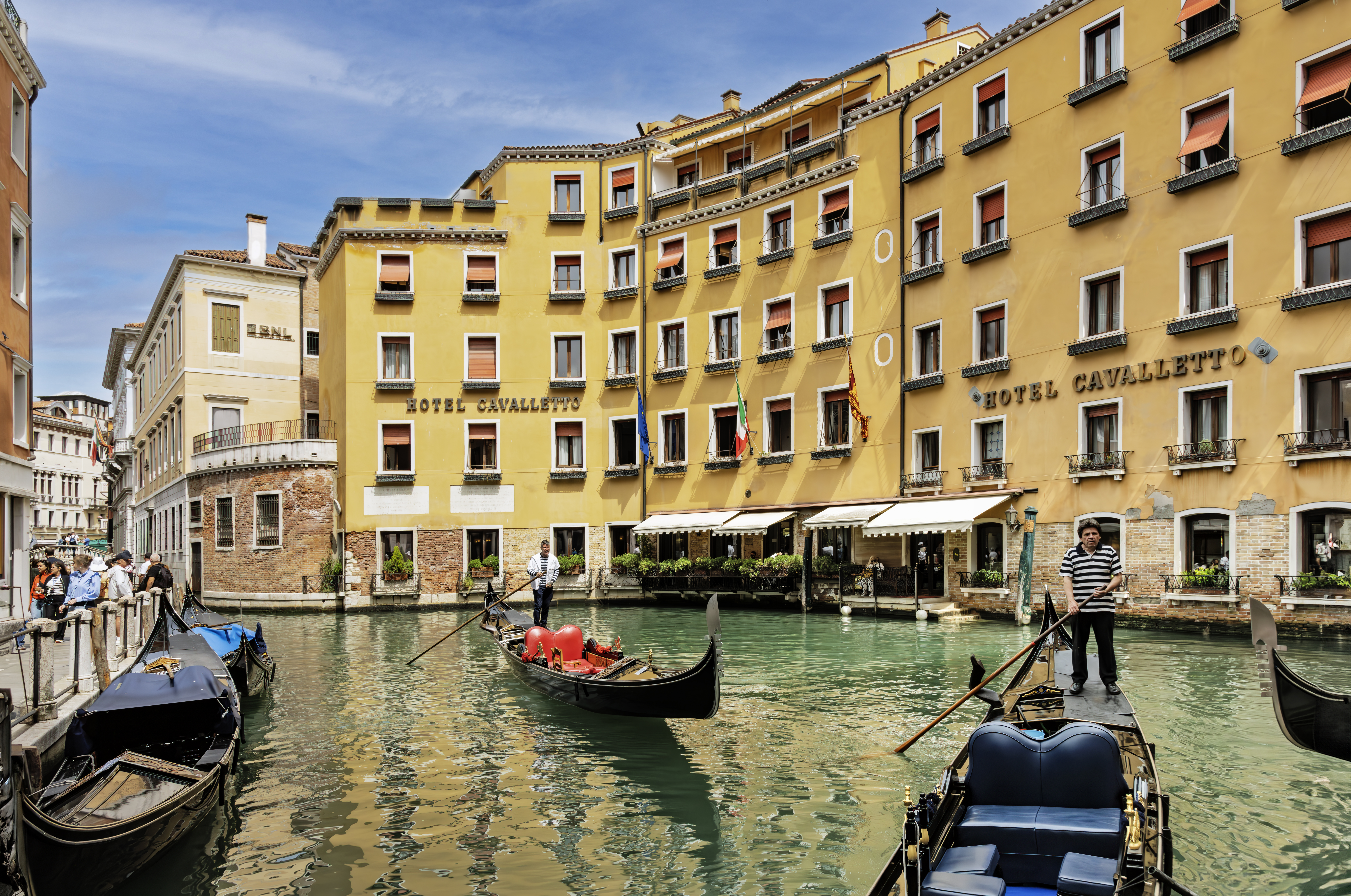
Bacino Orseolo visto dall'Hard Rock Cafe'

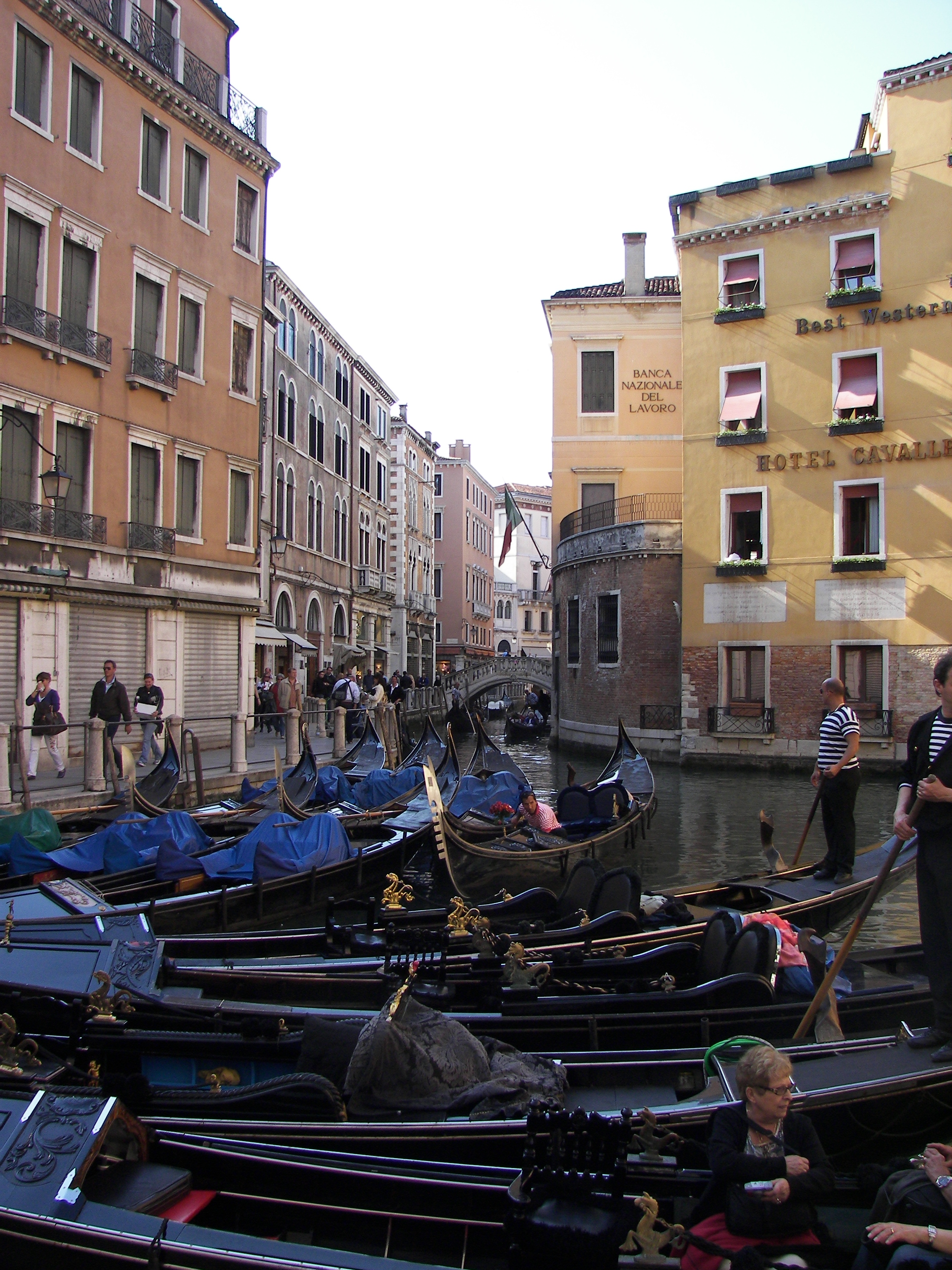
Gondole in sosta nel bacino Orseolo

Il bacino Orseolo  (AFI: /baˈʧino orˈsɛolo/) è uno slargo d'acqua situato a Venezia nel sestiere di San Marco, alle spalle dell'omonima piazza.
Questa piccola sacca lagunare a forma di mezzaluna, posizionata esattamente dietro la fabbrica rettangolare delle Procuratie Vecchie, venne aperta nel 1863 durante una serie di ristrutturazioni urbanistiche che interessarono la città, con il preciso scopo di creare un approdo per gondole nelle vicinanze del cuore storico cittadino. Per raggiungere tale obiettivo, si procedette allo sventramento della zona e alla demolizione di molte delle costruzioni preesistenti. Scomparvero, oltre a diversi edifici non particolarmente pregevoli, lo storico albergo Cavalletto, riedificato in posizione e forme adattate al nuovo assetto, e il palazzo entro il quale era spirato lo scultore Antonio Canova. L'amministrazione comunale lo volle intitolare al doge Pietro I Orseolo che aveva fondato un ospizio in piazza San Marco, qui trasferito nel 1581 e più tardi soppresso. 
L'apertura del bacino rientrava in un più generale riassetto urbano della città lagunare, che nell'Ottocento, anche se in misure nettamente inferiori rispetto ad altre città, venne adattata alle nuove esigenze sociali di collegamento a servizi come, in questo caso, la nuova stazione di Venezia Santa Lucia secondo il principio urbanistico dell'epoca che prediligeva vie di circolazione ampie. Il bacino era dunque il punto conclusivo di un nuovo percorso pedonale diretto, che si spingeva da Campo San Luca a Rialto ed alla Strada Nova sostituendosi ai più tortuosi percorsi preesistenti lungo la Frezzaria o la Calle dei Fabbri.
Il bacino, per la sua posizione immediatamente a ridosso di piazza San Marco, rappresenta tutt'oggi uno dei luoghi più caratteristici della città ed uno dei più sfruttati imbarcaderi per le gite turistiche in gondola.